# Европско првенство у атлетици у дворани 1972 — 1.500 метара за мушкарце
Такмичење у дисциплини трка на 1.500 метара у мушкој конкуренцији на трећем Европском првенству у атлетици у дворани 1972. 12. марта 1972. у Палати спортова у Греноблу, Француска. Учествовало је 8 такмичара из исто толико земаља.

## Земље учеснице
Учествовало је 8 такмичара из исто толико земаља.
1. Белгија (1)
2. Француска (1)
3. Грчка (1)
4. Холандија  (1)
5. Пољска  (1)
6. Совјетски Савез (1)
7. Шпанија (1)
8. Западна Немачка (1)

## Рекорди
Извор:
| Рекорди пре почетка Европског првенства у дворани 1972.     | Рекорди пре почетка Европског првенства у дворани 1972. | Рекорди пре почетка Европског првенства у дворани 1972. | Рекорди пре почетка Европског првенства у дворани 1972. | Рекорди пре почетка Европског првенства у дворани 1972. | Рекорди пре почетка Европског првенства у дворани 1972. |
| ----------------------------------------------------------- | ------------------------------------------------------- | ------------------------------------------------------- | ------------------------------------------------------- | ------------------------------------------------------- | ------------------------------------------------------- |
| Светски рекорд                                              | Харалд Норпот                                           | Западна Немачка                                         | 3:37,8                                                  | Западни Берлин, Западна Немачка                         | 10. фебруар 1971.                                       |
| Европски рекорд у дворани                                   | Харалд Норпот                                           | Западна Немачка                                         | 3:37,8                                                  | Западни Берлин, Западна Немачка                         | 10. фебруар 1971.                                       |
| Рекорди европских првенстава у дворани                      | Хенрик Шордиковског                                     | Пољска                                                  | 3:41,4                                                  | Софија, Бугарска                                        | 14. март 1971                                           |
| Рекорди после завршеног Европског првенства у дворани 1972. |                                                         |                                                         |                                                         |                                                         |                                                         |
| Нових рекорда није било.                                    |                                                         |                                                         |                                                         |                                                         |                                                         |

## Освајачи медаља
|                          |                           |                            |
| Жаки Боксберже Француска | Спилиос Захаропулос Грчка | Јирген Меј Западна Немачка |

## Резултати
Због малог броја пријављених одржана је само финална трка.

### Финале
Извор:
| Пласман | Атлетичар           | Земља           | Резултат | Белешка |
| ------- | ------------------- | --------------- | -------- | ------- |
|         | Жаки Боксберже      | Француска       | 3:45,66  |         |
|         | Спилиос Захаропулос | Грчка           | 3:46,08  |         |
|         | Јирген Меј          | Западна Немачка | 3:46,42  |         |
| 4.      | Хуан Бораз          | Шпанија         | 3:47,16  |         |
| 5.      | Брам Васенар        | Холандија       | 3:47,61  |         |
| 6.      | Јан Прасек          | Пољска          | 3:47,74  |         |
| 7.      | Виктор Семјашкин    | Совјетски Савез | 3:47,76  |         |
| 8.      | Ерман Мињон         | Белгија         | 3:48,1   |         |

## Укупни биланс медаља у трци на 1.500 метара за мушкарце после 3. Европског првенства у дворани 1970—1972.
|    | Земља           |   |   |   |   |
| -- | --------------- | - | - | - | - |
| 1. | Пољска          | 2 | 0 | 0 | 2 |
| 2. | Француска       | 1 | 0 | 0 | 1 |
| 3. | Совјетски Савез | 0 | 1 | 1 | 2 |
| 4. | Грчка           | 0 | 1 | 0 | 1 |
| 4. | Ирска           | 0 | 1 | 0 | 1 |
| 6. | Италија         | 0 | 0 | 1 | 1 |
| 6. | Западна Немачка | 0 | 0 | 1 | 1 |
|    | Укупно {7}      | 3 | 3 | 3 | 9 |

|    | Атлетичар          | Земља           |   |   |   |   |
| -- | ------------------ | --------------- | - | - | - | - |
| 1. | Хенрик Шордиковски | Пољска          | 2 | 0 | 0 | 2 |
| 2. | Владимир Пантелеј  | Совјетски Савез | 0 | 1 | 1 | 2 |